# Open Gaz de France 2003
Open Gaz de France 2003 — жіночий тенісний турнір, що проходив на закритих кортах з твердим покриттям стадіону П'єр де Кубертен у Парижі (Франція). Належав до турнірів 2-ї категорії в рамках Туру WTA 2003. Відбувся водинадцяте і тривав з 3 до 9 лютого 2003 року. Перша сіяна Серена Вільямс здобула титул в одиночному розряді.

## Фінальна частина

### Одиночний розряд
Серена Вільямс —  Амелі Моресмо 6–2, 6–3
- Для Вільямс це був 1-й титул за рік і 32-й - за кар'єру.

### Парний розряд
Барбара Шетт /  Патті Шнідер —  Маріон Бартолі /  Стефані Коен-Алоро 2–6, 6–2, 7–6 (7–5)
- Для Шетт це був єдиний титул за сезон і 10-й - за кар'єру. Для Шнідер це був єдиний титул за сезон і 11-й — за кар'єру.